# Lagotis blatteri
Lagotis blatteri är en grobladsväxtart som beskrevs av Otto Eugen Schulz. Lagotis blatteri ingår i släktet Lagotis och familjen grobladsväxter. Inga underarter finns listade i Catalogue of Life.